# George Clinton (phó tổng thống)
George Clinton (26 tháng 7 năm 1739 - 20 tháng 4 năm 1812) là Phó tổng thống thứ tư của Hoa Kỳ (1805-1812) dưới thời 2 tổng thống Thomas Jefferson (1801-1809) và James Madison (1809-1817) cho đến khi ông mất năm 1812.
Ông là Thống đốc bang New York từ 1777-1795, và một lần nữa 1801-1804, sau đó giữ chức Phó Tổng thống Hoa Kỳ thứ 4 giai đoạn 1805-1812, dưới thời Tổng thống Thomas Jefferson và James Madison. Chỉ có ông và John C. Calhoun là những người đã từng là phó tổng thống Mỹ dưới hai vị tổng thống khác nhau.

## Tiểu sử
Clinton sinh ra ở Little Britain, Tỉnh New York trong gia đình Charles và Elizabeth Denniston Clinton, người nhập cư Presbyteria đã rời hạt Longford, Ireland, năm 1729 để thoát khỏi một chế độ Anh giáo áp đặt các điều kiện bất lợi nghiêm trọng đối với những người bất đồng tôn giáo. Ông đã lấy cảm hứng các mối quan tâm chính trị từ cha mình, người đã là một nông dân, người trắc địa, và đầu cơ đất đai, và đã giữ cương vị thành viên của các hội đồng thuộc địa New York. George Clinton là anh trai của Tướng James Clinton và chú của thống đốc New York, DeWitt Clinton. George đã được dạy bởi một giáo sĩ người Scotland địa phương.